# 卡爾·勒希林
卡爾·勒希林（德語：Carl Röchling，1855年5月21日 – 1920年5月6日）是一位德國畫家，以其歷史性軍事主題繪畫出名。

## 生平
勒希林出生於普魯士萊茵省的薩爾布呂肯，是司法部門工作人員弗雷德里希·勒希林（Friedrich Röchling）之子，母親為安格麗卡·斯托爾（Angelika Stoll）。1875年至1880年間在卡爾斯魯厄的一家藝術學院就學，之後前往柏林藝術學院就學。
在柏林勒希林師從安東·馮·維爾納，并參與了後者的一幅關於色當會戰的全景畫。後來編譯自己的歷史性戰爭繪畫出名。1920年6月6日勒希林死於柏林。

## 作品
勒希林的著名作品中有許多都是描繪關於普魯士皇家陸軍勝利的場景，其中又以普法戰爭居多。
此外他也曾給Richard Knötel和Woldemar Friedrich的兩本同書插過畫，這兩本書分別是《老弗里茨生平50画》（Der Alte Fritz in 50 Bildern für Jung und Alt，1895）和《路易丝王后生平50画》（Die Königin Luise in 50 Bildern für Jung und Alte，1896）。

## 外部連結
- Episode aus der Schlacht bei Gravelotte (Tod des Majors von Hadeln am 18.8.1870) in the Deutsches Historisches Museum, in German
- 卡爾·勒希林（德国国家图书馆目录）

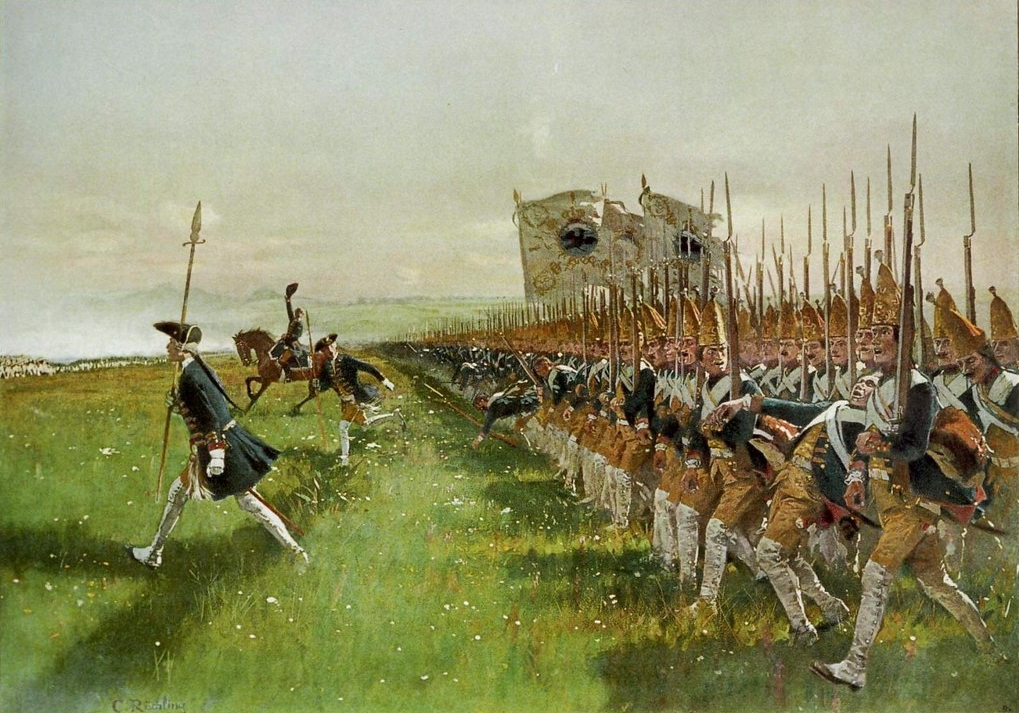
霍亨弗里德堡戰役 - 《普魯士步兵進攻，1745年6月4日》

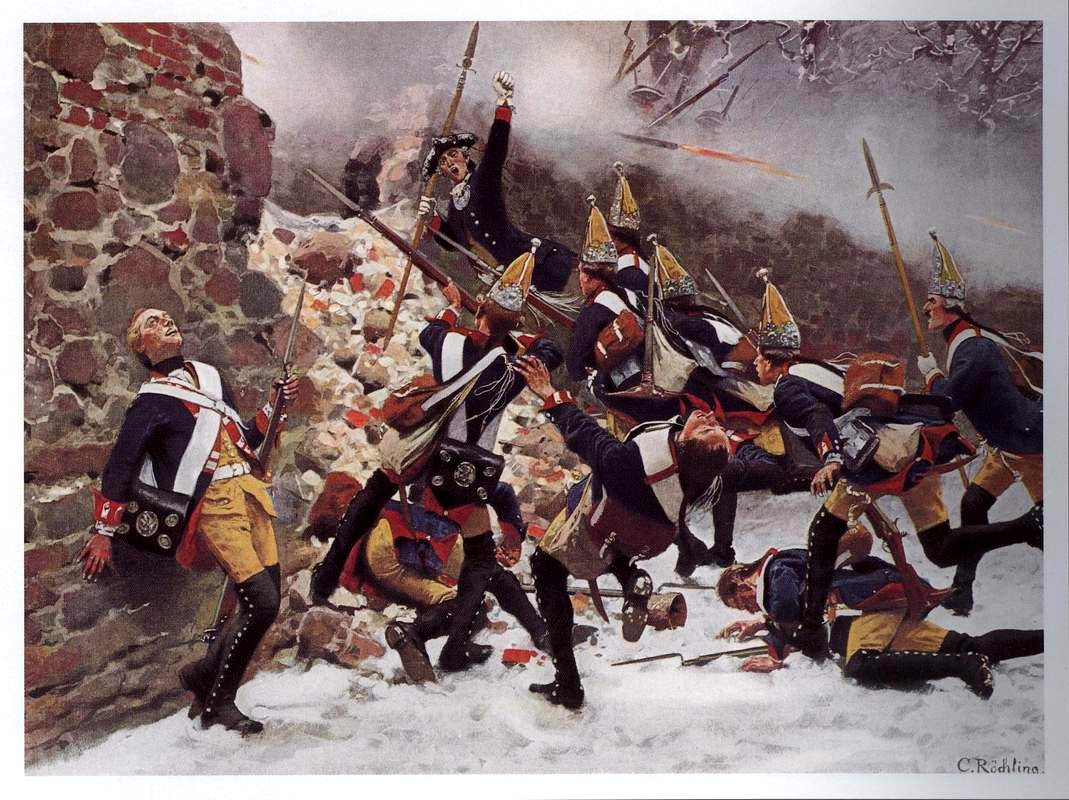
洛伊滕會戰中普魯士步兵進攻的場景

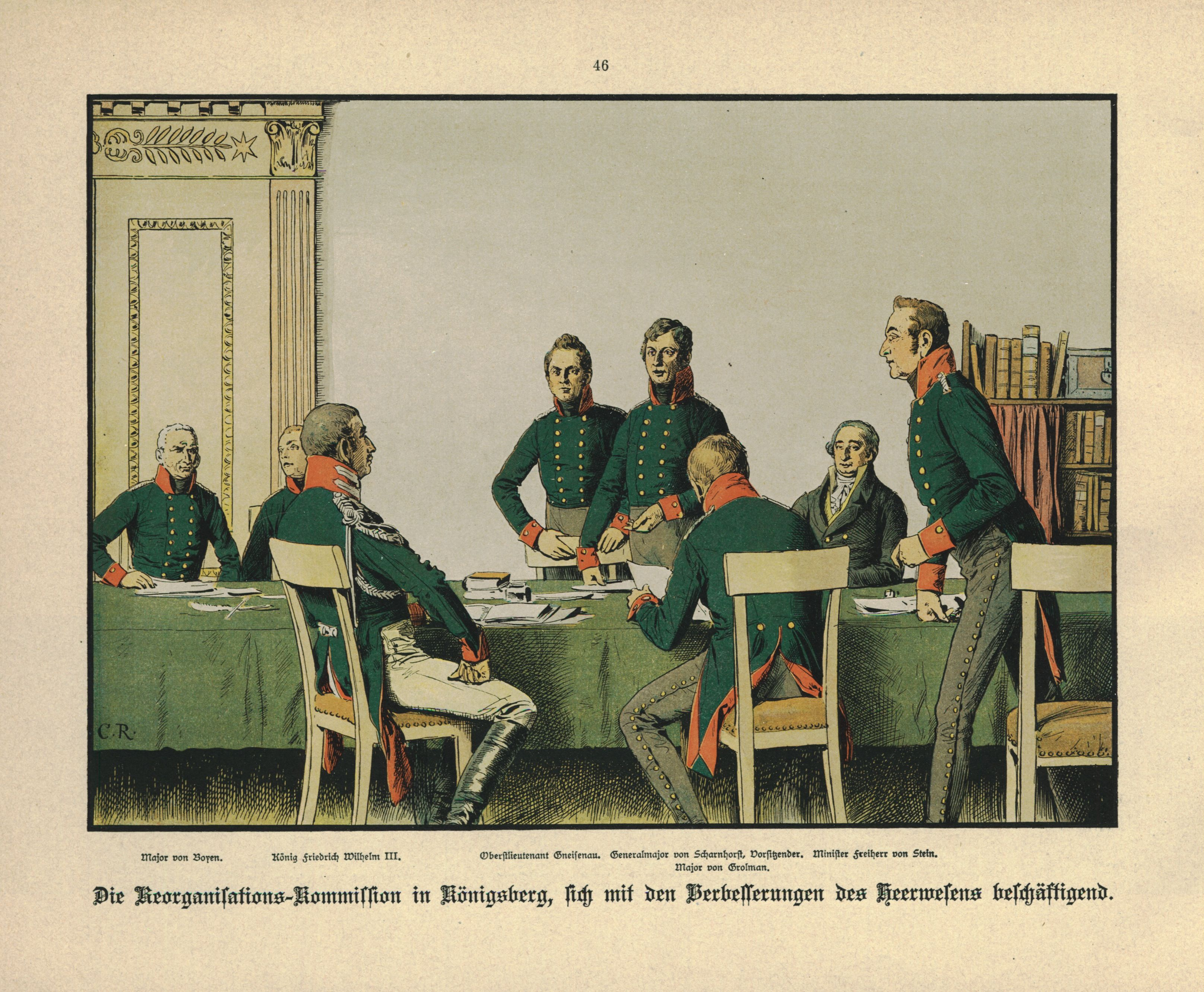
1807年革命者在哥尼斯堡舉行會議

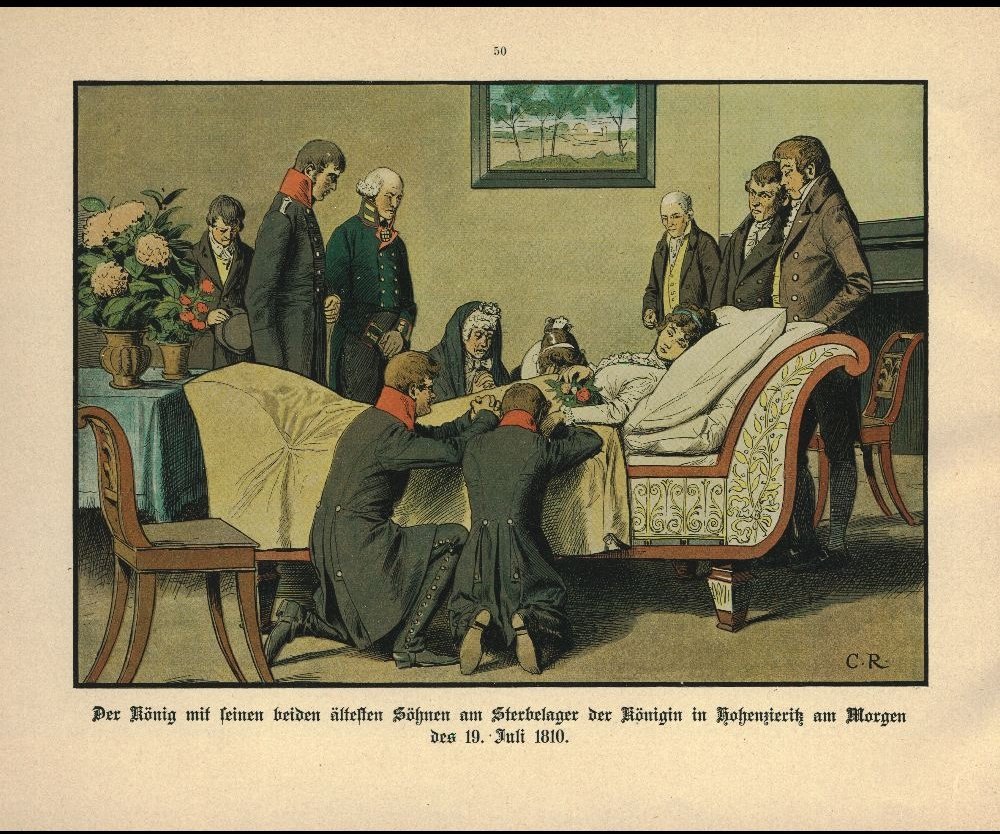
路易絲王后之死

- Carl Röchling in the Saarländischen Biografien, in German